# Никилей
Никилей — село в Качугском районе Иркутской области России. Входит в состав Харбатовского муниципального образования. Находится примерно в 33 км к югу от районного центра.

## Происхождение названия
Название, возможно, переводится с эвенкийского как место средоточения уток (ники — утка).

## Население
По данным Всероссийской переписи, в 2010 году в селе проживали 292 человека (144 мужчины и 148 женщин).